# Vệ tinh nano F-1

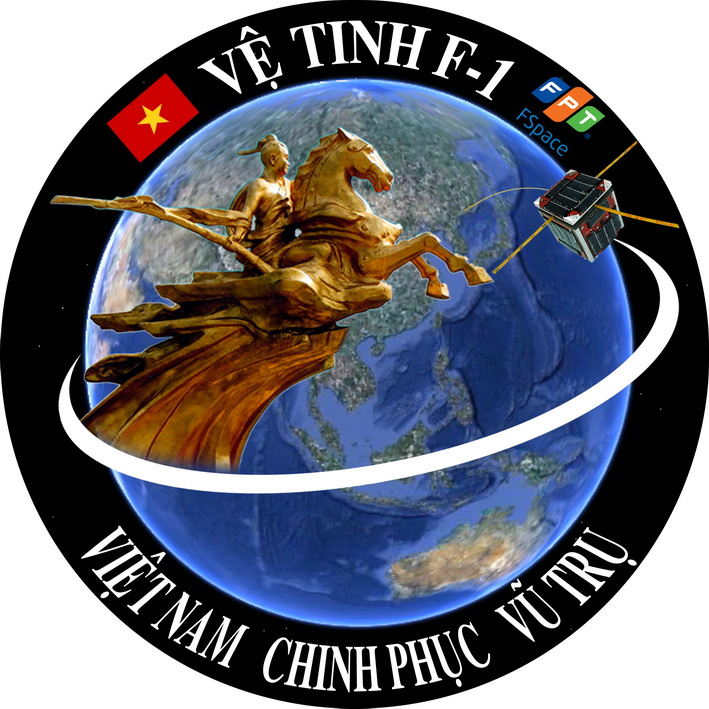
Logo nhiệm vụ F-1

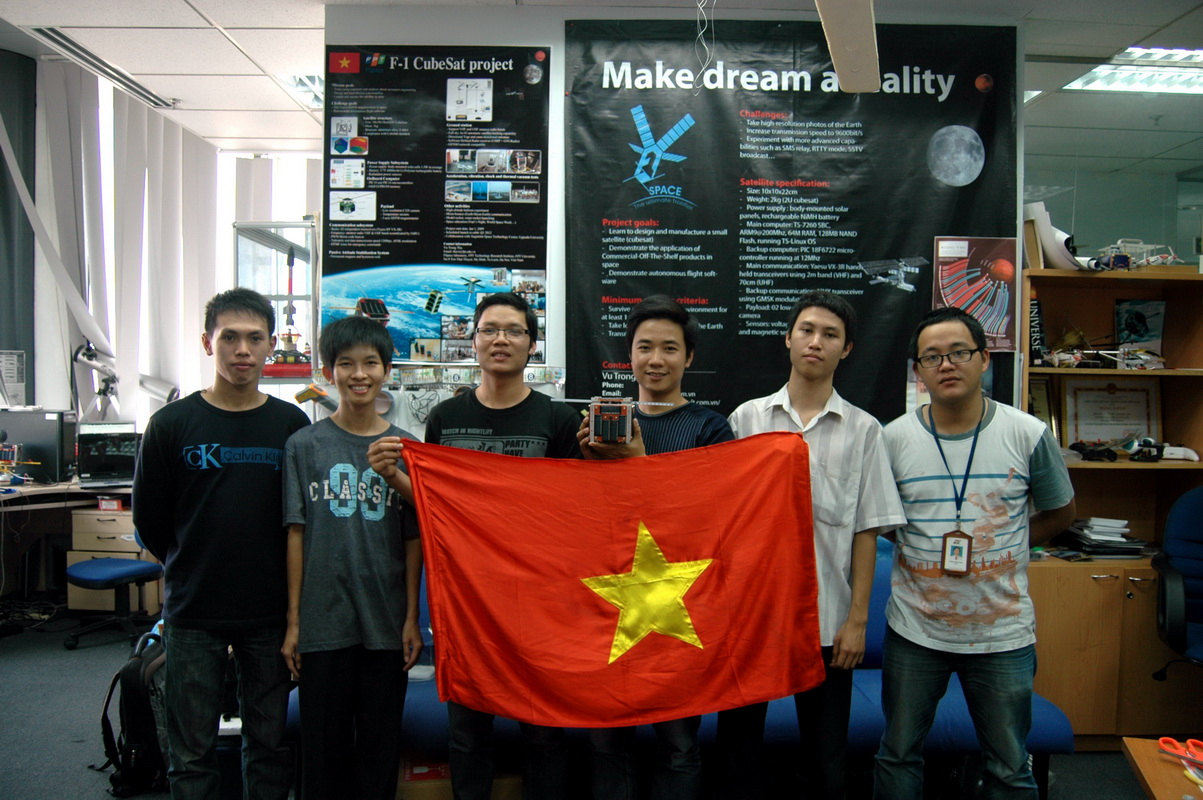
Nhóm FSpace và vệ tinh nhỏ F-1

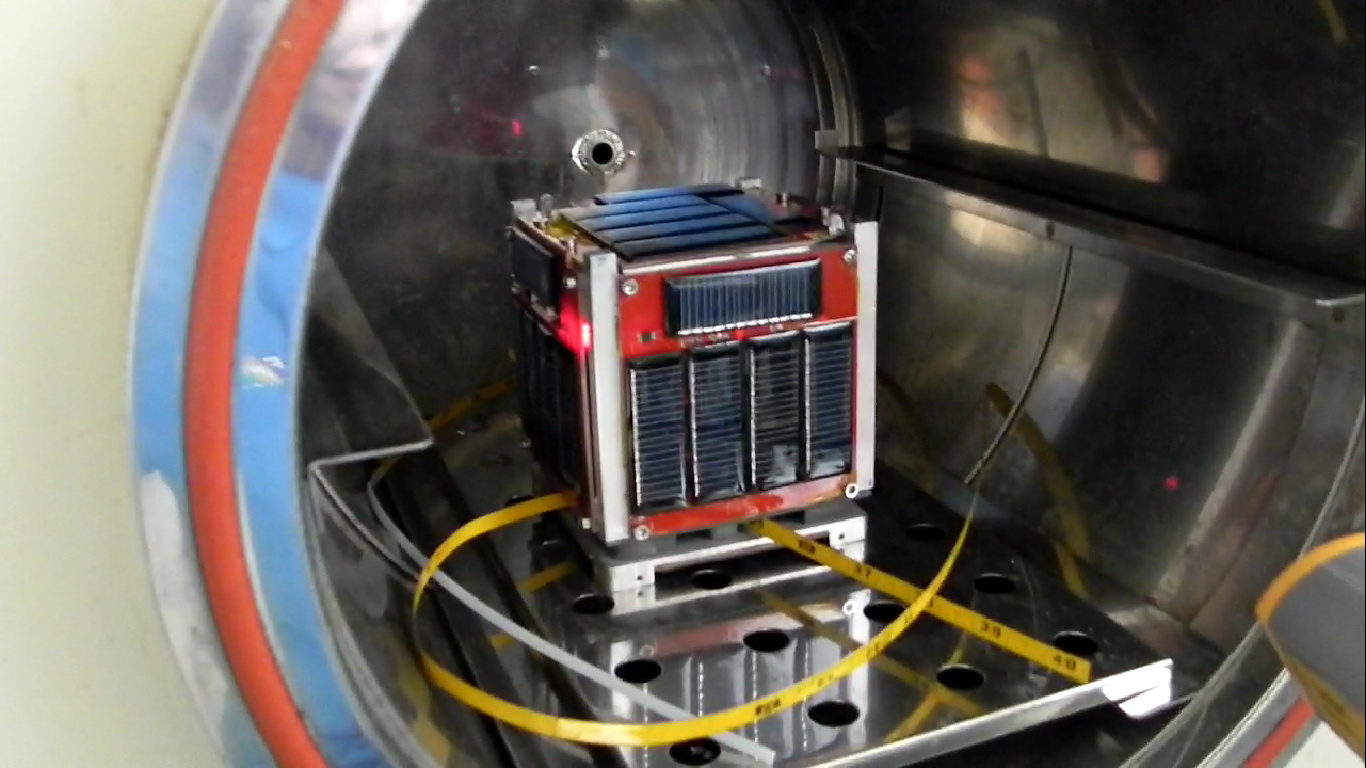
Vệ tinh F-1 trong buồng thử nghiệm nhiệt chân không

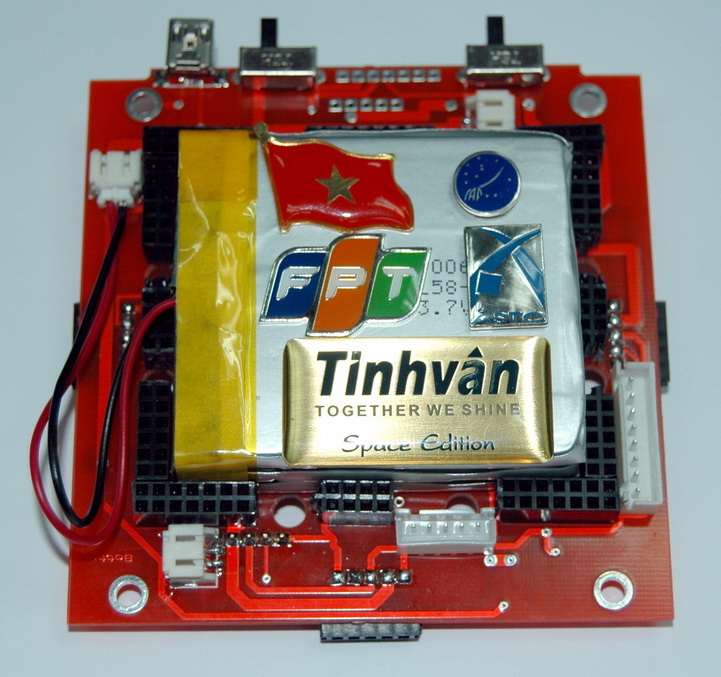
Các huy hiệu kỷ niệm gắn trên F-1

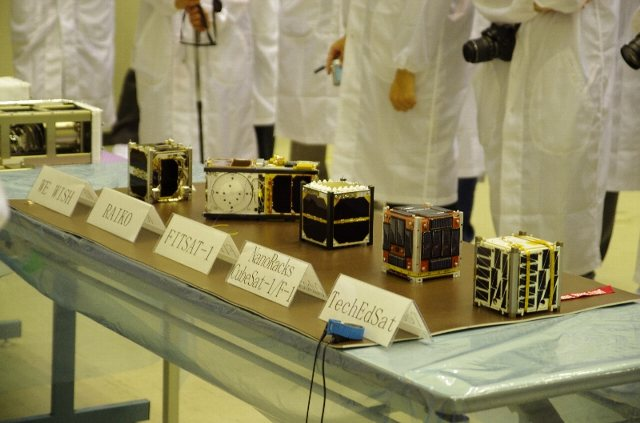
F-1 và các vệ tinh đi cùng tại Trung tâm vũ trụ Tsukuba, Nhật Bản 6/2012

Vệ tinh NanoRacks CubeSat-1 là vệ tinh siêu nhỏ thuộc lớp picosatellite, có kích thước 10x10x10cm, nặng 1 kg (1U cubesat) theo dạng CubeSat được thiết kế và chế tạo bởi Phòng nghiên cứu không gian FSpace thuộc Viện Nghiên cứu Công nghệ FPT, trường Đại học FPT.

## Giới thiệu
F-1 là vệ tinh đầu tiên của Phòng nghiên cứu không gian FSpace, thuộc Trường Đại học FPT. Mục đích chính của nhiệm vụ này là để xây dựng đội ngũ, nắm bắt và làm chủ công nghệ vũ trụ qua việc thiết kế, chế tạo vệ tinh pico và trạm mặt đất dùng để điều khiển vệ tinh. Thành công này sẽ góp phần chứng minh người Việt Nam có thể tự làm chủ công nghệ vũ trụ, mở đường cho các tổ chức trong nước tham gia vào những dự án vũ trụ lớn hơn của Việt Nam cũng như của thế giới.

## Kế hoạch
Các yêu cầu thiết kế của F-1 được phân làm hai loại:
1. yêu cầu tối thiểu (minimum success criteria): là những yêu cầu mà F-1 cần phải thỏa mãn, nếu một trong các yêu cầu này không được hoàn thành, dự án coi như thất bại.[cần dẫn nguồn]
2. yêu cầu thách thức: là những yêu cầu mở rộng, do cộng đồng đóng góp ý kiến và lựa chọn để thực thi trên cơ sở tích khả thi, hữu dụng cũng như tính sáng tạo, đột phá.[cần dẫn nguồn]

### Yêu cầu tối thiểu
Vệ tinh F-1 phải được thiết kế và chế tạo đảm bảo các yêu cầu tối thiểu dưới đây sau khi được phân tách từ tên lửa đẩy:
1. Phải tồn tại được trong môi trường vũ trụ, phát tín hiệu (beacon) chứa hô hiệu (callsign) của vệ tinh và các thông tin cơ bản nhất về tình trạng của vệ tinh (gồm nhiệt độ, điện áp của các bộ phận quan trọng...)[cần dẫn nguồn]
2. Phải chụp được ảnh độ phân giải thấp (640 x 480 pixel) của Việt Nam từ vũ trụ và gửi về trạm mặt đất[cần dẫn nguồn]
3. Tốc độ truyền dữ liệu đạt 1200bps (bit/s)[3]

### Yêu cầu thách thức
Công nghệ vũ trụ rất rộng lớn, các nước khác đã đi trước Việt Nam nhiều năm và làm chủ các công nghệ này nên mục tiêu của các yêu cầu thách thức đã được nhóm FSpace đặt ra đối với F-1:
1. Có thể thay đổi các tham số của phần mềm điều khiển vệ tinh trên quỹ đạo, khả năng tải lên phần mềm điều khiển mới lên vệ tinh sau khi đã phóng.[cần dẫn nguồn]
2. Sử dụng các camera trên F-1 chụp ảnh ngay sau khi vệ tinh rời khỏi ống phóng P-POD. Hy vọng sẽ thu được hình ảnh của tên lửa đẩy đang cách xa dần F-1 cũng như hình ảnh của các vệ tinh nhỏ khác bay cùng đợt với F-1 (Kodak moment)[cần dẫn nguồn]
3. Trang bị từ kế (magnetometer) để phục vụ mục đích xác định tư thế vệ tinh và mục đích khoa học vẽ lại bản đồ từ trường Trái Đất. Để tránh nhiễu từ do các linh kiện điện tử trên chính vệ tinh có thể phải trang bị cả magnetometer boom[cần dẫn nguồn]. (xem thêm Spacecraft magnetometer)
4. Cho phép mọi người gửi tên và một lời nhắn miễn phí lên vũ trụ http://fspace.edu.vn/?page_id=31.[cần dẫn nguồn]

|                                   |
| Các bộ phận chính của vệ tinh F-1 |

## Hành trình
Dự án chế tạo vệ tinh F-1 đã chính thức được bắt đầu vào ngày 13/11/2008, chế tạo mô hình BBM hoàn thành trong năm 2009, mô hình kỹ thuật EM hoàn thành năm 2010 và mô hình bay FM trong năm 2011. Vệ tinh F-1 đã được phóng lên vũ trụ thành công vào 09h06 ngày 21/07/2012 từ trung tâm vũ trụ Tanegashima (Nhật Bản) trên tên lửa đẩy H-IIB. Nó đã được thả ra khỏi Trạm Vũ trụ Quốc tế (ISS) vào ngày 04/10/2012 bằng cánh tay robot để bắt đầu nhiệm vụ của mình.

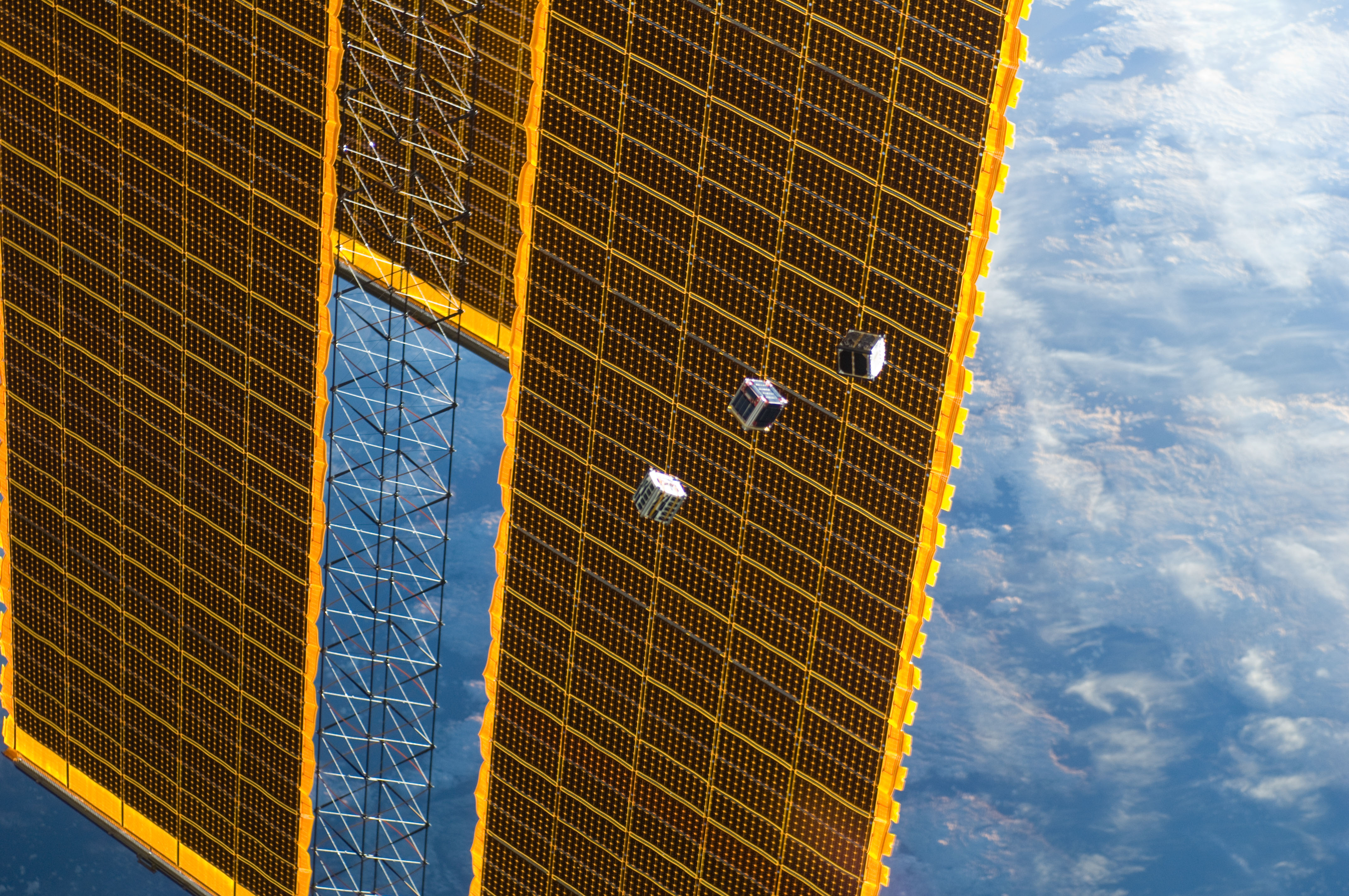
Ảnh chụp các vệ tinh siêu nhỏ CubeSat được thả khỏi Trạm Vũ trụ Quốc tế ngày 04/10/2012 (từ trái: TechEdSat, F-1 và FITSAT-1)

Tuy nhiên, vệ tinh nano F-1 đã bị mất tín hiệu khi được thả ra khỏi Trạm Vũ trụ Quốc tế.